# هنك فرايزر
هنك فرايزر (بالهولندية: Henk Fraser)‏ (مواليد 7 يوليو 1966) هو لاعب كرة قدم. يلعب مع منتخب هولندا لكرة القدم. سبق له أن لعب في كأس العالم لكرة القدم مع منتخب بلاده.

## مسيرته الكروية
لعب هنك فرايزر خلال مسيرته الاحترافية مع 4 أندية في خمسة عشر موسمًا وسجل خلالها 30 هدف ضمن 248 مباراة. حيث فاز في أربعة مواسم بالكأس وفي موسمين بالدوري.
خاض هنك فرايزر مسيرته مع نادي سبارتا روتردام في موسم 1984–85 ولمدة موسمين، مشاركًا في 12 مباراة ولم يسجل أي هدف. ثم انتقل إلى نادي أوترخت في موسم 1986–87 ولمدة موسمين، حيث شارك في 58 مباراة سجل خلالها 12 هدفًا. لينتقل بعدها إلى نادي رودا كيركراده في موسم 1988–89 ولمدة موسمين، مشاركًا في 58 مباراة سجل خلالها 6 أهداف. ثم انتقل إلى نادي فاينورد في موسم 1990–91 ليلعب معه تسعة مواسم، مشاركًا في 120 مباراة سجل خلالها 12 هدفًا.

## روابط خارجية
- هنك فرايزر على موقع الاتحاد الدولي (مؤرشف)  (الإنجليزية)
- هنك فرايزر على موقع قاعدة بيانات كرة القدم.إي يو (الإنجليزية)
- هنك فرايزر على موقع ناشيونال فوتبول تيمز (الإنجليزية)
- هنك فرايزر على موقع كووورة